# Joghurtgerät

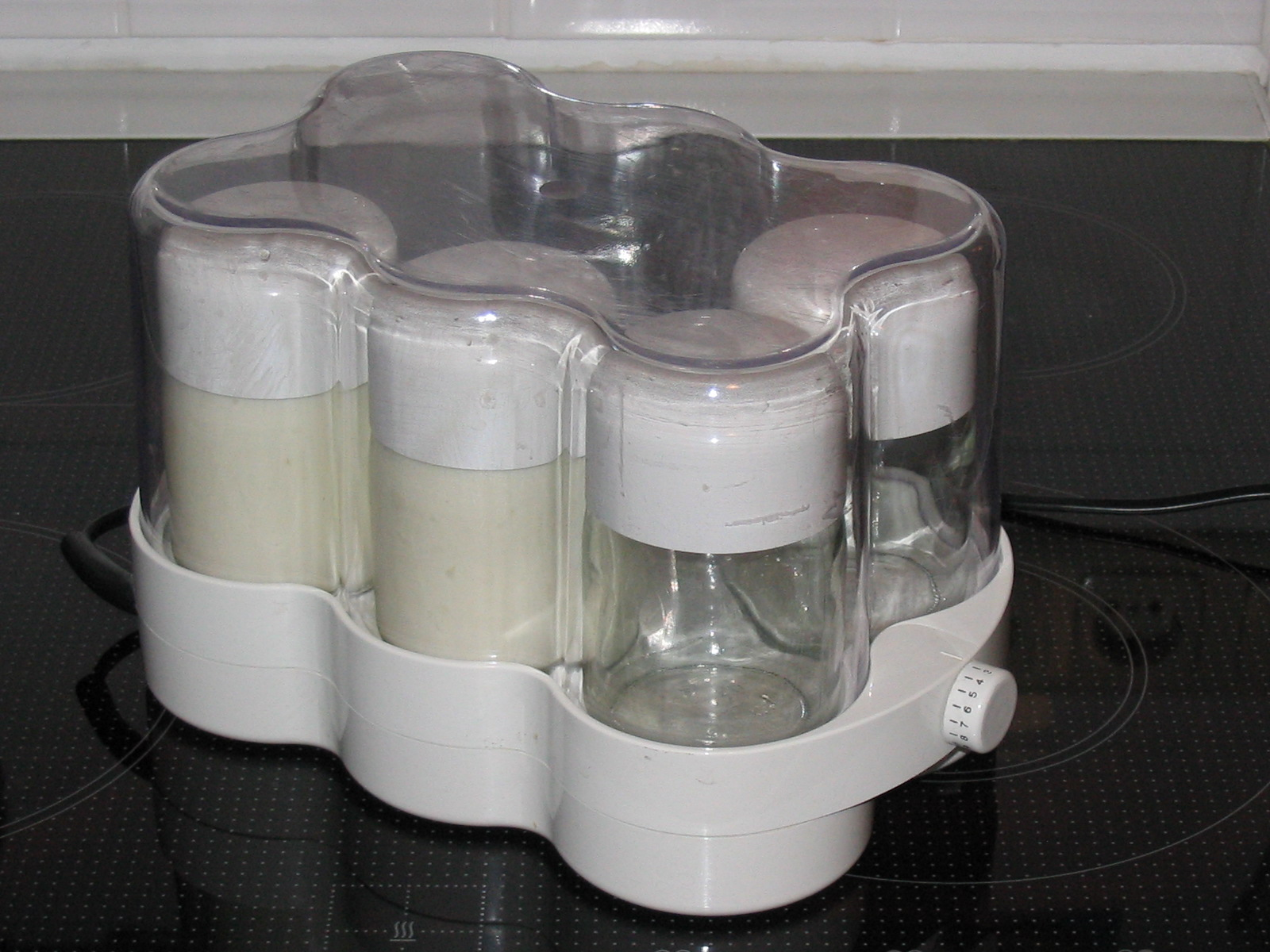
Joghurtgerät

Ein Joghurtgerät, teilweise auch Joghurtmaschine, Jukultierer oder Joghurtbereiter genannt, ist ein Küchengerät zur Herstellung von Joghurt im Haushalt. Dabei handelt es sich um ein Wärmegerät, das mit mehreren Glasfläschchen mit Milch und Joghurtkulturen bestückt wird. Diese werden über mehrere Stunden leicht erwärmt, um die Joghurtkulturen reifen zu lassen.
Es reicht alternativ auch aus, auf 43 °C erwärmte Milch mit etwas Joghurt zu vermischen und in einer Thermoskanne mindestens sechs Stunden ruhen zu lassen. Stichfester Joghurt kann allerdings nur hergestellt werden, wenn der Proteinanteil der Milch durch Zugabe von Milchpulver etwas erhöht wird.